# Limes Arabicus

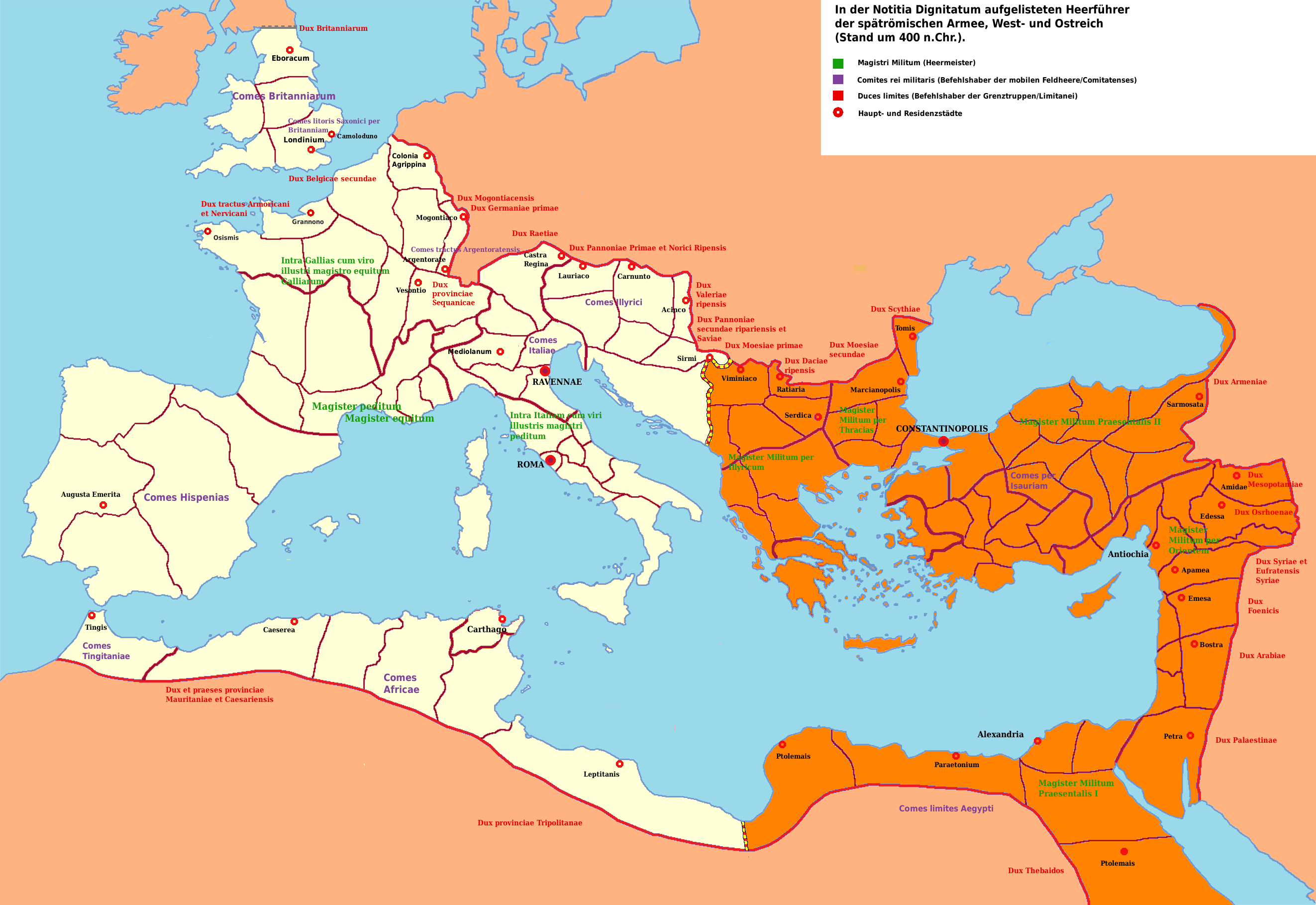
Heerführer der Comitatenses und Limitanei im 4. Jahrhundert n. Chr.

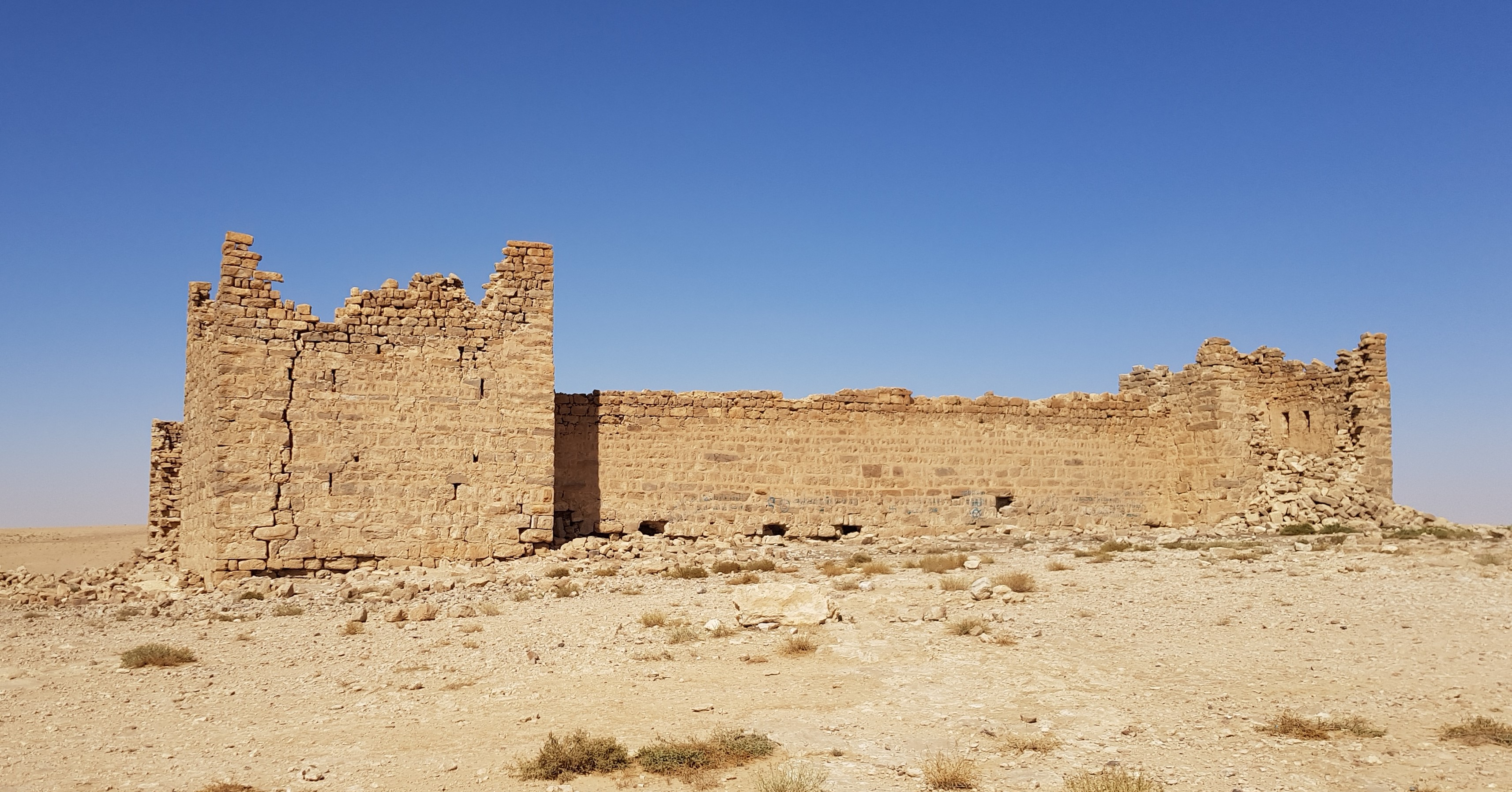
Kastell Qasr Bshir (Jordanien)

Kastell Dajaniya (Jordanien)

Der Limes Arabicus oder Limes Orientalis war eine rund 1500 Kilometer lange Verteidigungslinie (Limes) des römischen Reichs. Sie verlief vom Norden Syriens bis zum Süden Palästinas, wo sie auch den Namen Limes Palaestinae hatte. Sie bestand nicht – wie etwa der Hadrianswall – aus einer durchgehenden Befestigung, sondern aus einer Reihe von Festungsanlagen. Heute liegen diese auf dem Gebiet der modernen Staaten Jordanien, Syrien und Irak.

## Bedeutung
Eingerichtet wurden Vorläufer des Limes Arabicus während der Eroberung Syriens durch Rom im 1. Jahrhundert v. Chr., ein systematischer Ausbau begann erst im 2. Jahrhundert n. Chr. Er markierte jahrhundertelang die Grenze der reichen römischen Provinz Syria nach Osten. Östlich des Limes Arabicus residierten vielfach seminomadische Wüstenvölker. Der Limes Arabicus stellte damals die Grenze des Gebiets des ertragreichen Ackerbaus dar und damit auch die Grenze jenes Gebiets, das wirtschaftlich für Rom interessant war und Soldaten versorgen konnte. Heute liegt der Limes Arabicus zum großen Teil in reinem Wüstengebiet. Nach Norden schloss sich die mesopotamische Grenzzone zwischen dem römischen und dem parthisch-persischen Machtbereich an (der eigentliche Limes Orientalis). Hier wurden vor allem in der Spätantike zahlreiche Kastelle, Burgi und Wachtürme errichtet.

## Geschichte
Den Anfang der syrischen Eroberungen markierte ein Feldzug des Feldherrn Pompeius im Jahr 64 v. Chr. In der Kaiserzeit wurde die Provinz Syria zu einer der wohlhabendsten des Imperiums, was Begehrlichkeiten auf Seiten von Nomaden, Parthern und Persern weckte und daher Verteidigungsanlagen erforderlich machte. Vor allem in der Spätantike, als die Römer in dieser Region den persischen Sassaniden und den von diesen abhängigen Araberverbänden (besonders den Lachmiden) gegenüberstanden, wurde die Zahl der Befestigungen erhöht und die bestehenden Anlagen mehrmals verstärkt, insbesondere unter den Kaisern Anastasios I. und Justinian I. Erst mit der islamischen Expansion des 7. Jahrhunderts verlor der Limes Orientalis seine Bedeutung.
In dem römischen Gebiet westlich des Limes Arabicus befand sich die Dekapolis mit damals bekannten Städten wie Gadara. Die am Ufer des Euphrat gelegene Stadt Dura Europos eroberten die Römer vermutlich im Jahr 165 (nach Ansicht anderer Forscher erst um 200); in den 250er Jahren wurde die Stadt von den Sassaniden erobert und zerstört.

## Verlauf
Es gab unterschiedlich große Befestigungsanlagen, wozu Legionärslager, Kastelle und einige hundert Wachtürme gehörten, die durch die teilweise bereits in flavischer Zeit angelegte Strata Diocletiana und ein sekundäres Wegenetz miteinander verbunden waren. In der Wüste waren dies zwölf Meter breite Erdstraßen. Die kleineren Lager wurden in Abständen von etwa 30 römischen Meilen (1 Meile entspricht etwa 1.482 Meter) bevorzugt auf kleinen Hügeln errichtet.
Der spätantike Limesabschnitt begann in der nördlichsten Festung Singara (südlich des Dschabal Sindschar im heutigen Irak). Ab Sura, dem spätantiken Legionslager am Euphrat (25 Kilometer westlich Ar-Raqqa in Flussnähe beim Dorf al-Mansura), folgte der Limes Arabicus zeitweilig der Strata Diocletiana, die unter anderem über das Kleinkastell Tetrapyrgium (westlich der Straße von Euphrat Richtung Resafa), Resafa, Palmyra und weitere Militärstationen zum Legionslager Oriza/Oresa (Tayyibe). Im weiteren südlichen Verlauf folgte unter anderem das Legionslager Bostra (im Hauran) sowie weitere Kleinkastelle, Wasserstellen und Wachttürme. Einige Kleinkastelle im heutigen Jordanien waren Qasr Hallabat (50 km östlich Amman), Khirbat az-Zuna (42 Kilometer südlich Amman), Praetorium Mobeni (15 Kilometer nördlich el-Lejjun) sowie das südlich folgende Legionslager Betthorus (el-Lejjun, 20 Kilometer östlich Karak), das Kastell Dajaniya (etwa 45 Kilometer nördlich von Maʿan) und das Legionslager Odruh (22 Kilometer östlich des Wadi Musa).